# Клаудія Блек
Клаудія Лі Блек (англ. Claudia Lee Black, нар. 11 жовтня 1972) — австралійська акторка кіно та озвучування. 
Відомі ролі: Айрін Сун та Вала Мал Доран у науково-фантастичних телесеріалах На краю Всесвіту і Зоряна брама: SG-1, Хлоя Фрейзер у серії ігор Uncharted, відьма Морріган у Dragon Age: Origins, Шарон «Шацца» Монтгомері у х/ф Цілковита пітьма, Саманта Бірн у грі Gears of War 3.

## Біографія
Народилася та виросла у Сіднеї, Новий Південний Уельс, Австралія, в єврейській родині австралійських лікарів-академіків Жюля і Джуді Блек. Здобула освіту в англіканській школі Камбала для дівчат, у Сіднеї, Новий Південний Уельс. Блек прожила тривалий період в Австралії, Новій Зеландії, Англії, Канаді та США.

### Акторська кар'єра
Почала кар'єру на телебаченні та в кіно Австралії та Нової Зеландії. Зображала гермафродита Джилла Мейх'ю в австралійському телесеріалі Хороші хлопці, погані хлопці. Зіграла провідну роль грецької адвокатки Ангели Костапас у новозеландській мильній опері Життя міста.
За свою роль у т/с На краю Всесвіту Блек номінована на премію Saturn у категорії Найкраща акторка в 2001 і 2002 рр., також отримала нагороду в 2005 р. З'явилася у наступних фільмах — Королева проклятих, Цілковита пітьма. Блек зіграла Валу Мал Доран у т/с Зоряна брама: SG-1 як регулярна персонажка заключного десятого сезону, раніше в неї була епізодична роль у 8-9 сезонах, її перша поява була в епізоді «Звільнений Прометей». Блек знялася у двох фільмах т/с, що вийшли на DVD — Зоряна брама: Ковчег правди і Зоряна брама: Континуум. У 2004 р. посіла 7 місце серед героїнь науково-фантастичного жанру телеканалу Scifi.

## Особисте життя
Фактичний рік народження акторки багато дискутувався. На питання про дату народження вона відповідає: «11 жовтня».
У грудні 2005 року народила сина Одіна (на честь норвезького бога війни). 9 листопада 2007 року народила сина Вігго («воєнний», «воїн»).

## Фільмографія

### Фільми і телесеріали
| Рік       | Українська назва                   | Оригінальна назва                | Роль                   | Примітки           |
| --------- | ---------------------------------- | -------------------------------- | ---------------------- | ------------------ |
| 1992      |                                    | Home and Away                    | Сандра                 | 2 епізоди          |
| 1993      | Сім смертних гріхів                | Seven Deadly Sins                |                        | Мінісеріал         |
| 1993      | Поліцейський загін порятунку       | Police Rescue                    | Джулія                 | 1 епізод           |
| 1993      | G. P.                              | G.P.                             | Джоанна                | 1 епізод           |
| 1993      | Сільська практика                  | A Country Practice               | Клер Бонассі           | 4 епізоди          |
| 1996—1998 | Міське життя                       | City Life                        | Анжела Косапас         | 26 епізодів        |
| 1997      | Амазонська вершина                 | Amazon High                      | Каріна                 | Телевізійний фільм |
| 1997      | Водні щури                         | Water Rats                       | Бет Вільямс            | 1 епізод           |
| 1997—1998 | Геркулес: Легендарні подорожі      | Hercules: the Legendary Journeys | Кассандра              | 2 епізоди          |
| 1998      | Хороші хлопці, погані хлопці       | Good Guys, Bad Guys              | Джилл Мейх'ю           | 1 епізод           |
| 1999      | Твіст в історії                    | A Twist in the Tale              | Моргана                | 1 епізод           |
| 1999—2003 | На краю Всесвіту                   | Farscape                         | Айрін Сун              | 88 епізодів        |
| 2000      | Цілковита пітьма                   | Pitch Black                      | Шерон Монтгомері       | Фільм              |
| 2000      | Ксена: принцеса-воїн               | Xena: Warrior Princess           | Каріна                 | 1 епізод           |
| 2001      | Звірмайстер                        | BeastMaster                      | Гуна                   | 1 епізод           |
| 2002      | Королева проклятих                 | Queen of the Damned              | Пандора                | Фільм              |
| 2004      | На краю Всесвіту: Війни миротворця | Farscape: The Peacekeeper Wars   | Айрін Сун              | Мінісеріал         |
| 2004—2007 | Зоряна брама: SG-1                 | Stargate SG-1                    | Вала Мал Доран         | 29 епізодів        |
| 2007      | Файли Дрездена                     | The Dresden Files                | Ліз                    | 1 епізод           |
| 2008      | Зоряна брама: Ковчег правди        | Stargate: The Ark of Truth       | Вала Мал Доран         |                    |
| 2008      | Зоряна брама: Континуум            | Stargate: Continuum              | Вала Мал Доран / Кетеш |                    |
| 2008      | Місячне світло                     | Moonlight                        | Чистильщик             | 1 епізод           |
| 2010      | NCIS: Полювання на вбивць          | NCIS                             | Велвет Роад            | 1 епізод           |
| 2011      | 90210: Нове покоління              | 90210                            | Гуру Сона              | 3 епізоди          |
| 2011      | Ранго                              | Rango                            | Анжеліка               | Озвучка            |
| 2012      | Гейвен                             | Haven                            | Мойра                  | 1 епізод           |
| 2012      |                                    | Strange Frame                    | Паркер Бойд            |                    |
| 2012      |                                    | The Alchemist Agenda             | Арієль                 |                    |
| 2013      |                                    | Rain from Stars                  | Донна                  |                    |
| 2014      | Рік та Морті                       | Rick and Morty                   | Ма-Ша                  | 2 епізоди          |
| 2015      | Первородні                         | The Originals                    | Далія                  | 6 епізодів         |
| 2016      | Карантин                           | Containment                      | Сабіна Ломмерс         | Головна роль       |
| 2019—2020 | Розвелл, Нью-Мексико               | Roswell, New Mexico              | Енн Еванс              | Періодична роль ди |
| 2019      |                                    | Final Space                      | Шеріл                  | 5 епізодів         |

### Відеоігри
| Рік  | Назва                             | Роль                                                           | Примітки                                     |
| ---- | --------------------------------- | -------------------------------------------------------------- | -------------------------------------------- |
| 2002 | Farscape: The Game                | Айрін Сун                                                      |                                              |
| 2003 | Lords of EverQuest                | Леді Бріана                                                    |                                              |
| 2005 | God of War                        | Артеміда                                                       |                                              |
| 2005 | Neopets: The Darkest Faerie       | Фауна                                                          |                                              |
| 2006 | Project Sylpheed                  | Оповідачка                                                     |                                              |
| 2007 | Conan                             | А'Канна                                                        |                                              |
| 2007 | Crysis                            | Гелена                                                         |                                              |
| 2009 | Uncharted 2: Among Thieves        | Хлоя Фрейзер                                                   |                                              |
| 2009 | Dragon Age: Origins               | Морріґан                                                       |                                              |
| 2010 | Mass Effect 2                     | Адміралка Даро'Ксен вас Море, Матріарх Етіта, Посланниця Рахні |                                              |
| 2010 | Final Fantasy XIV                 | Оповідачка                                                     |                                              |
| 2011 | TERA: The Exiled Realm of Arborea | Командирка ельфів Фрая                                         |                                              |
| 2011 | Gears of War 3                    | Саманта Бірн                                                   |                                              |
| 2011 | Rage                              | Мел, Саллі                                                     |                                              |
| 2011 | Uncharted 3: Drake's Deception    | Хлоя Фрейзер                                                   |                                              |
| 2012 | Mass Effect 3                     | Адміралка Даро'Ксен вас Море, Матріарх Етіта                   |                                              |
| 2012 | Diablo III                        | Цедея                                                          |                                              |
| 2012 | The Amazing Spider-Man            | Вітні Чанг                                                     |                                              |
| 2014 | Diablo III: Reaper of Souls       | Повелителька болю                                              |                                              |
| 2014 | Destiny                           | Тесс Еверіс                                                    |                                              |
| 2014 | Middle-earth: Shadow of Mordor    | Королева Марвен                                                |                                              |
| 2014 | Dragon Age: Inquisition           | Морріґан                                                       |                                              |
| 2016 | Uncharted 4: A Thief's End        | Хлоя Фрейзер                                                   | тільки в мультиплеєрі                        |
| 2016 | Gears of War 4                    | Саманта Бірн                                                   |                                              |
| 2016 | World of Final Fantasy            | Левіафан                                                       |                                              |
| 2016 | Call of Duty: Infinite Warfare    | Одрі «Мак» Маккаллум                                           |                                              |
| 2017 | Uncharted: The Lost Legacy        | Хлоя Фрейзер                                                   |                                              |
| 2017 | Destiny 2                         | Тесс Еверіс                                                    |                                              |
| 2017 | Wolfenstein II: The New Colossus  | Джессіка «Тиха смерть» Валіант                                 | доповнення The Diaries of Agent Silent Death |
| 2018 | Killing Floor 2                   | Місіс Фостер                                                   | доповнення Mrs Foster Content Pack           |
| 2023 | Forspoken                         | Танта Олас                                                     |                                              |